# Isole Tremiti
Quần đảo Tremiti là một quần đảo của Ý nằm trong biển Adriatic, phía bắc Gargano. Đây là một đô thị thuộc tỉnh Foggia, trong vùng Puglia của Ý. Đô thị này có diện tích 3 km², dân số 436 người.
Đô thị này có các làng sau: Isola San Domino et Isola San Nicola.